# Vanja Blomberg
Vanja Blomberg   (Göteborg, 28 de gener de 1929), de casada Webjörn, és una gimnasta artística sueca, ja retirada, que va competir durant la dècada de 1950.
El 1952 va prendre part en els Jocs Olímpics d'Estiu de Hèlsinki, on disputà les set proves del programa de gimnàstica. Guanyà la medalla d'or en la competició del concurs per aparells, mentre fou quarta en el concurs complet per equips.
En el seu palmarès també destaca una medalla d'or en el concurs per equips al Campionat del món de gimnàstica artística de 1950. Un cop retirada exercí d'entrenadora.